# Józef Klose
Józef Klose, noto anche con il nome Josef (Sławięcice, 3 ottobre 1947), è un ex calciatore polacco, di ruolo attaccante.

## Biografia
Nato ad Sławięcice, città della Polonia ma appartenente alla Germania sino al termine della seconda guerra mondiale, diviene calciatore, giocando in patria ed in Francia. Sposatosi con Barbara Jeż, portiere della Nazionale femminile polacca di pallamano, diviene padre di Miroslav, divenuto anch'egli calciatore.

## Carriera

### Calciatore
Inizia la carriera agonistica nell'Odra Opole, militandovi dal 1966 al 1978, anno in cui si trasferisce all'Auxerre, in Francia.
Con la società borgognona raggiunge la finale di Coppa di Francia 1978-1979, persa quattro ad uno contro il Nantes e l'anno successivo la promozione in Ligue 1.
Nel 1981 passa al Football Club Chalonnais, ove chiuderà la carriera nel 1984.